# Římskokatolická farnost Šumice
Římskokatolická farnost Šumice je územní společenství římských katolíků v děkanátu Uherský Brod s farním kostelem Narození Panny Marie.

## Historie farnosti
Fara existovala v Šumicích ještě v době předhusitské. Ve druhé polovině 16. století se stala fara protestantskou. Od roku 1635 spravovali faru dominikáni z Uherského Brodu. Původní kostel Narození Panny Marie, která stál uprostřed vesnice, pocházel z roku 1861. Kolem roku 1950 se šumická farnost rozhodla postavit nový kostel. Ze sbírek farníků byly postupně nakupovány cihly a vápno. Komunistické úřady však stavbu kostela nepovolily. Nový kostel byl vybudován v letech 1998–2000, chrám posvětil 25. června 2000 olomoucký arcibiskup Jan Graubner. 

## Duchovní správci
Přehled duchovních správců je dochován od roku 1651. Od července 2013 je farářem R. D. Mgr. Jan Lisowski.

## Bohoslužby
Ve farnosti se konají pravidelně bohoslužby ve farním kostele – v neděli i ve všední dny.

## Aktivity farnosti
Ve farnosti se pravidelně koná tříkrálová sbírka. V roce 2017 se při ní vybralo 36 555 korun. Výtěžek sbírky v roce 2019 dosáhl 39 806 korun.
Od září 2017 začalo sloužit farnosti i obci nové pastorační centrum. Objekt farnost opravila v letech 2011–2017 nákladem 2,7 milionu korun. Vzniklo tak zázemí pro pořádání duchovních a kulturně-společenských akcí.